# Mycobacterium cosmeticum

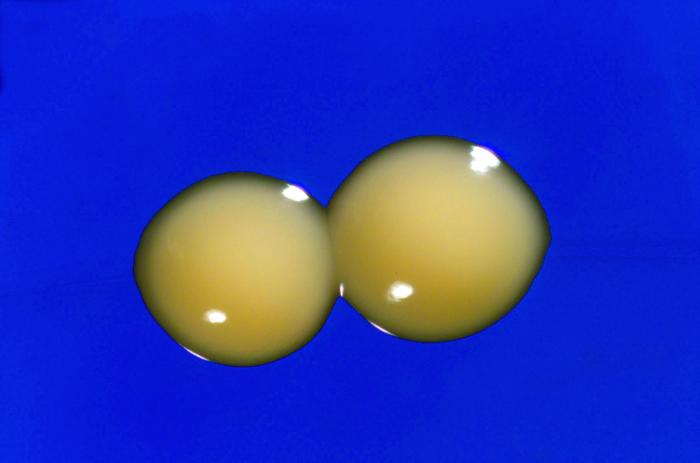
Mycobacterium cosmeticum

Mycobacterium cosmeticum là một mycobacterium phát triển nhanh, được phân lập lần đầu tiên từ các bệnh nhân thẩm mỹ và các nơi thực hiện các thủ thuật thẩm mỹ.
Tiến sĩ Robert Cooksey và Tiến sĩ Jacobus H. de Waard, cùng với các nhóm nghiên cứu của họ trong phòng thí nghiệm Mycobacterial Control and Preventions's Mycobacteria ở Mỹ và Instituto de Biomedicina ở Caracas, Venezuela đã phát hiện ra vi khuẩn M. cosmeticum, có thể phát triển mạnh ở thẩm mỹ viện, y tế và phòng khám. Loài này là loài sinh vật vi khuẩn có thể nhận dạng mới nhất để phát triển mạnh trong các môi trường này, kết hợp với các loài phát triển nhanh khác, Mycobacterium fortuitum, Mycobacterium chelonae và Mycobacterium abscessus, đã được tìm thấy trong các đợt bùng phát trước đó. Những sinh vật này rất bền bỉ trong môi trường và có thể tồn tại trong điều kiện môi trường khắc nghiệt bất thường. Liệu pháp kháng sinh có thể diễn ra trong nhiều tháng hoặc thậm chí nhiều năm. Nó thường đòi hỏi một vết rạch để loại bỏ áp xe.
Từ nguyên: cosmeticum, đề cập đến mỹ phẩm.
Nó liên quan chặt chẽ với Mycobacterium frederiksbergense, Mycobacterium hodleri, Mycobacterium diernhoferi và Mycobacterium neoaurum.

## Kính hiển vi
- Các tế bào là hình que kháng axit mà hiếm khi tạo thành cốt liệu tế bào trong nuôi cấy chất lỏng. Các cấu trúc liên quan đến vận động, bào tử và phân nhánh tế bào không được tìm thấy.

## Đặc điểm khuẩn lạc
- Các khuẩn lạc trên thạch Middlebrook 7H10 hoặc LJ có bề mặt nhẵn và các cạnh, có mái vòm và có khả năng chống nấm. Các khuẩn lạc từ chất cấy pha loãng trên thạch LJ có thể nhìn thấy sau 3 ngày ủ trong bầu không khí hiếu khí ở 28 hoặc 35C, nhưng không thấy tăng trưởng ở 45C.

## Sinh lý học
- Sự phát triển xảy ra trên thạch MacConkey không có tinh thể tím nhưng không phải thạch LJ chứa 5% (w / v) NaCl.
- Các xét nghiệm cho sản xuất niacin và hoạt tính arylsulfatase 3 ngày là âm tính, nhưng xét nghiệm cho hoạt động arylsulfatase 14 ngày, giảm nitrat và hấp thu sắt là dương tính.
- Các chủng phân lập chủng loại nhạy cảm với in vitro đối với ciprofloxacin, amikacin, tobramycin, cefoxitin, clarithromycin, doxycycline, sulfamethoxazole và imipenem.

## Đặc điểm phân biệt
- Một phần trình tự của rpoB (321 bp), gen 16S rRNA (1506 bp) và hsp65 (441 bp) khác với gen của tất cả các loài Mycobacterium được công nhận hiện nay.
- Các đặc điểm phân biệt loài này với các loài mycobacterium phát triển nhanh khác bao gồm không có khả năng sinh trưởng ở 45C hoặc trên môi trường chứa NaCl 5% (w / v), việc sử dụng trehalose hoặc citrate, nhưng không phải là sorbitol, là nguồn cacbon duy nhất.

## Sinh bệnh học
- Có thể gây bệnh, lần đầu tiên được phân lập từ một tổn thương u hạt dưới da của một bệnh nhân nữ ở Venezuela đã trải qua liệu pháp với một chất không rõ (s) cho một mục đích mỹ phẩm (giảm cân).